# Перрас, Диллан
Ди́ллан Пе́ррас (англ. Dillan Perras, известен и как Ди́ллон Пе́ррас, англ. Dillon Perras; род. 23 апреля 1976) — шотландский кёрлингист и тренер по кёрлингу.
В составе смешанной сборной Шотландии победитель чемпионата Европы 2010. Чемпион Шотландии среди смешанных команд. В составе смешанной парной сборной Шотландии участник чемпионата мира 2008 (заняли четырнадцатое место).
В «классическом» кёрлинге (команда из четырёх человек одного пола) в основном играет на позиции третьего.

## Достижения
- Чемпионат Европы по кёрлингу среди смешанных команд: золото (2010).
- Чемпионат Шотландии по кёрлингу среди смешанных команд: золото (2010).

## Команды
| Сезон                                               | Четвёртый     | Третий                             | Второй        | Первый        | Запасной | Турниры               |
| --------------------------------------------------- | ------------- | ---------------------------------- | ------------- | ------------- | -------- | --------------------- |
| 2010—11                                             | Пол Стивенсон | Диллан Перрас                      | Fraser Watt   | Tim Stevenson |          | [ 2 ]                 |
| Кёрлинг среди смешанных команд (mixed curling)      |               |                                    |               |               |          |                       |
| 2010—11                                             | Дэвид Эдвардс | Claire Perras (ЧШ) Керри Барр (ЧЕ) | Диллон Перрас | Louise Wood   |          | ЧШСК 2010 · ЧЕСК 2010 |
| Кёрлинг среди смешанных пар (mixed doubles curling) |               |                                    |               |               |          |                       |
| 2007—08                                             | Джудит Карр   | Диллан Перрас                      |               |               |          | ЧМСП 2008 (14 место)  |

(скипы выделены полужирным шрифтом)

## Результаты как тренера национальных сборных
| Год  | Турнир                                                 | Сборная                   | Место |
| ---- | ------------------------------------------------------ | ------------------------- | ----- |
| 2024 | Чемпионат мира по кёрлингу среди смешанных команд 2024 | Дания (смешанная команда) | 18    |